# Dangerous (película)
Dangerous (traducida como Instinto peligroso) es una película de suspenso y acción de 2021 dirigida por David Hackl y protagonizada por Scott Eastwood, Tyrese Gibson, Famke Janssen, Kevin Durand y Mel Gibson. La película se estrenó en cines y bajo demanda el 5 de noviembre de 2021. Recibió reseñas negativas de los críticos.

## Reparto
- Scott Eastwood[7] como Dylan “D” Forrester[8]
- Tyrese Gibson[7] como Sheriff McCoy
- Famke Janssen[7] como Agente Shaughessy
- Kevin Durand[7] como Cole
- Mel Gibson[7] como Dr. Alderwood
- Brendan Fletcher[9] como Massey
- Ryan Robbins[9] como Felix
- Brenda Bazinet[9] como Linda Forrester
- Leanne Lapp[9] como Susan Forrester
- Chad Rook[9] como Blanchard
- Brock Morgan[9] como Pike
- Destiny Millns[9] como Jo
- Atlee Smallman[9] como Freddie Forrester
- Jayce Barreiro[9] como Sniper

## Producción
La fotografía principal tuvo lugar en diciembre de 2020 y concluyó el 23 de diciembre. El rodaje tuvo lugar en Kamloops y Okanagan, Canadá.

## Estreno
Dangerous se estrenó en cines y en video bajo demanda el 5 de noviembre de 2021.

## Recepción

### Crítica
Dangerous recibió reseñas generalmente negativas de parte de la crítica y de la audiencia. En el sitio web especializado Rotten Tomatoes, la película posee una aprobación de 29%, basada en 21 reseñas, con una calificación de 3.7/10, mientras que de parte de la audiencia tiene una aprobación de 70%, basada en más de 100 votos, con una calificación de 3.8/5.
El sitio web Metacritic le dio a la película una puntuación de 27 de 100, basada en 5 reseñas, indicando "reseñas generalmente desfavorables". En el sitio IMDb los usuarios le asignaron una calificación de 5.1/10, sobre la base de más de 8200 votos. En la página web FilmAffinity la cinta tiene una calificación de 4.1/10, basada en 367 votos.

### Premios y nominaciones
| Año  | Premio                   | Categoría             | Nominados      | Resultado | Ref.   |
| ---- | ------------------------ | --------------------- | -------------- | --------- | ------ |
| 2022 | Premios Golden Raspberry | Peor actor            | Scott Eastwood | Nominado  | [ 17 ] |
| 2022 | Premios Golden Raspberry | Peor actor de reparto | Mel Gibson     | Nominado  | [ 17 ] |